# Sara Gilbert

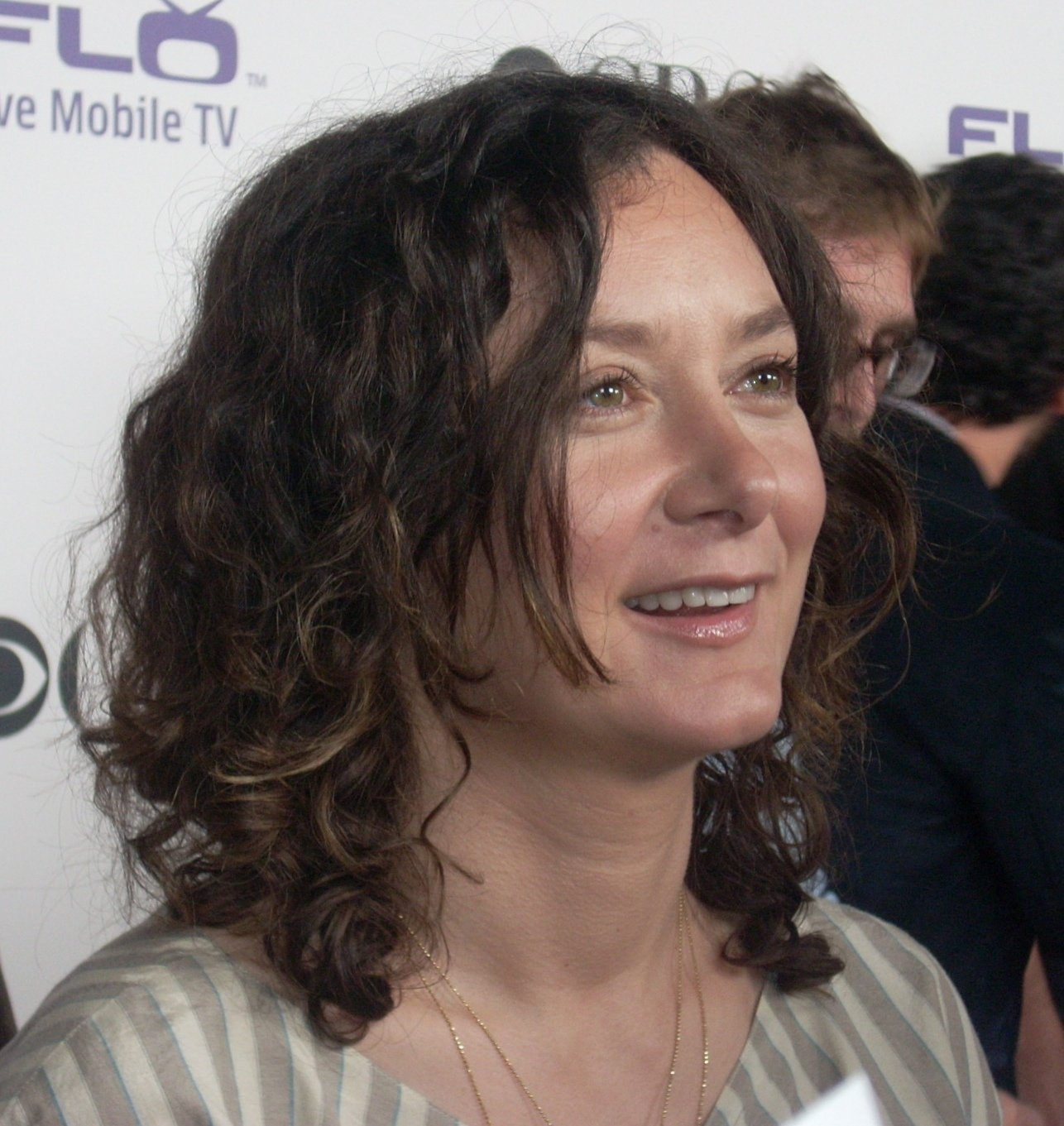
Sara Gilbert (2008)

Sara Gilbert (* 29. Januar 1975 in Santa Monica, Kalifornien als Sara Rebecca Abeles) ist eine US-amerikanische Schauspielerin. Sie wurde vor allem durch ihre Rollen der Darlene in der US-Sitcom Roseanne und der Leslie Winkle in The Big Bang Theory bekannt.

## Leben und Karriere
Ihre ältere Adoptivschwester Melissa Gilbert ist ebenfalls Schauspielerin. Melissas Rolle in der Fernsehserie Unsere kleine Farm beeinflusste Saras Berufswahl. Mit dreizehn Jahren erhielt sie die Rolle der Darlene Conner in der Fernsehserie Roseanne, die sie bis 1997 und seit 2018 wieder spielt. Für diese Rolle wurde sie 1993 und 1994 für den Emmy Award nominiert. 1990 wurde sie für den Young Artist Award nominiert, 1991, 1992 und 1993 gewann sie diesen Preis. 1997 schloss sie ein Studium der künstlerischen Fotografie an der Yale University mit Auszeichnung ab.
Gilbert spielte im Thriller Poison Ivy – Die tödliche Umarmung (1992) neben Drew Barrymore eine der Hauptrollen, für die sie für den Independent Spirit Award nominiert wurde. In der Komödie Desert Blue (1998) spielte sie neben Kate Hudson und Christina Ricci, im Film Unterwegs mit Jungs (2001) erneut neben Barrymore. Von 2005 bis 2006 trat sie neben Melanie Griffith in einer Hauptrolle in der Fernsehserie Twins auf. 
Von 2007 bis 2010 spielte sie in der Serie The Big Bang Theory als Dr. Leslie Winkle mit. Dort war sie zunächst nur als Nebenrolle aufgeführt, in der zweiten Staffel dann zur Hauptdarstellerin befördert, was allerdings schon kurz darauf wieder rückgängig gemacht wurde, damit sich Gilbert mehr auf ihre Position als Executive Producer bei der CBS-Talkshow The Talk konzentrieren konnte. In Staffel 9 hatte sie erneut einen Gastauftritt.
Gilbert und ihre ehemalige Lebensgefährtin, die Produzentin und Autorin Allison Adler, – mit der sie ab 2002 in einer Beziehung lebte – haben einen von Adler geborenen Sohn (* 2004) und eine von Gilbert geborene Tochter (* 2007). Das Paar trennte sich 2011. Ab dem 30. März 2014 war sie mit der Songwriterin und Sängerin Linda Perry verheiratet. Im Februar 2015 brachte sie einen Jungen zur Welt. Im Dezember 2019 reichte sie die Scheidung von Perry ein.

## Filmografie (Auswahl)

### Als Schauspielerin
- 1988–1997, 2018: Roseanne (Fernsehserie, 228 Folgen)
- 1992: Poison Ivy – Die tödliche Umarmung (Poison Ivy)
- 1992: Die Simpsons (Fernsehserie, Stimme, Folge New Kid on the Block)
- 1998: Desert Blue
- 1999: $30
- 1999: Light It Up
- 1999: Der große Mackenzie (The Big Tease)
- 2000: High Fidelity
- 2000: Boys Life 3
- 2000–2001: Welcome to New York (Fernsehserie, 13 Folgen)
- 2001: Unterwegs mit Jungs (Riding in Cars with Boys)
- 2002: 24 (Fernsehserie, 2x01–2x05)
- 2003: Will & Grace (Fernsehserie, Folge 6x10)
- 2004–2007: Emergency Room – Die Notaufnahme (ER, Fernsehserie, 15 Folgen)
- 2004: Laws of Attraction
- 2004: Strong Medicine: Zwei Ärztinnen wie Feuer und Eis (Strong Medicine, Fernsehserie, Folge 5x12)
- 2005: In the Game
- 2005: In the Clinic
- 2005–2006: Twins (Fernsehserie, 18 Folgen)
- 2006–2007: The Class (Fernsehserie, 6 Folgen)
- 2007–2010, 2016: The Big Bang Theory (Fernsehserie, 9 Folgen)
- 2007: Private Practice (Fernsehserie, Folge 1x07)
- 2008: Law & Order: Special Victims Unit (Fernsehserie, Folge 10x01)
- 2010: Grey’s Anatomy (Fernsehserie, Folge 6x18)
- 2010: Hawthorne (Fernsehserie, 5 Folgen)
- 2010–2019: The Talk (Talkshow)
- 2013: Bad Teacher (Fernsehserie, 13 Folgen)
- 2013: The Millers (Fernsehserie, Folge 1x08)
- 2014: The Comeback (Fernsehserie, Folge 2x07)
- 2017: Jane the Virgin (Fernsehserie, Folge 4x10)
- 2018–2025: Die Conners (The Conners, Fernsehserie, 106 Folgen)
- 2019, 2021: Atypical (Fernsehserie, 4 Folgen)

### Weitere Tätigkeiten
- 1992: Roseanne (Drehbuch, 1 Episode)
- 1998: Even the Losers (Regie und Drehbuch)
- 2010–2019: The Talk (Talkshow, Moderatorin)
- 2011–2016: The Talk (Talkshow, Produzentin)
- 2018: Roseanne (Fernsehserie, 9 Folgen, Produzentin)
- seit 2018: Die Conners (Fernsehserie, Produzentin)